# Benoît-Louis Bouchet
Benoît-Louis Bouchet (* 1. November 1731 in Besançon; † 4. März 1802 in Paris) war ein Divisionsgeneral zu Zeiten der Französischen Revolution.

## Herkunft
Er war Sohn des Barthélemy Bouchet, eines Provinizal-Kontrolleurs der Artillerie im Département Artois, und der Jeanne-Philiberte Chevalier. Aus Prozessakten vom April 1790 geht hervor, dass die Familie in Vesoul in der Region Franche-Comté besitzend gewesen sein muss. Eine Verwandtschaft mit namensgleichen adligen Familien, wie etwa den Markgrafen du Bouchet de Sourches, ist derzeit nicht belegbar. Nur in der Biografie von E. Charavay (1895) wird er als Benoît-Louis de Bouchet bezeichnet.

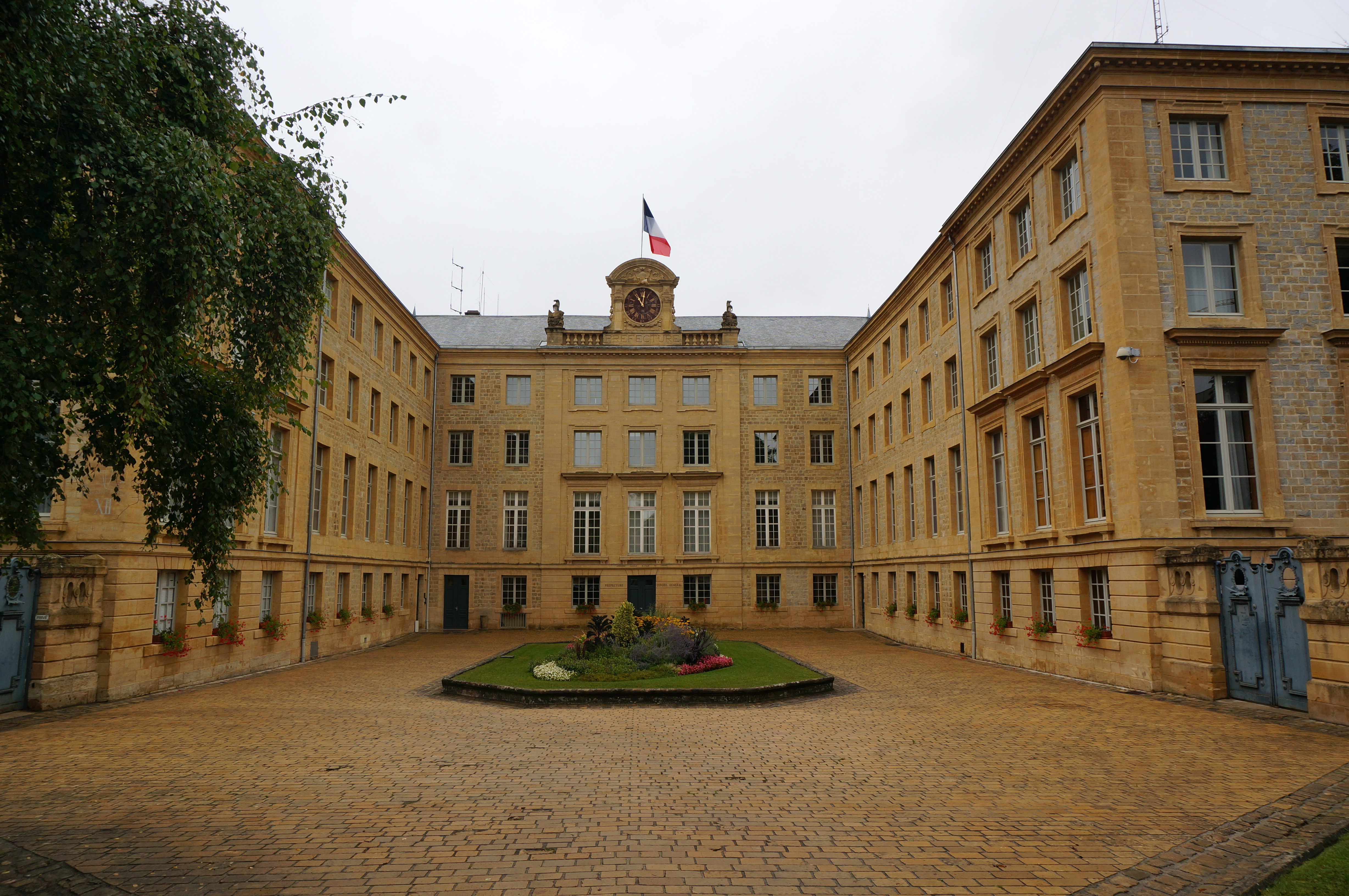
École royale du génie de Mézières

## Leben

### Frühe Laufbahn
Benoît-Louis Bouchet trat am 4. August 1747 mit sechzehn Jahren als Cornett in das Régiment Mestre de Camp Général cavalerie ein, und im September war er an der Belagerung von Bergen-op-Zoom beteiligt. Im Februar 1752 wechselte er als Lieutnant à la suite ohne Kommando zum Régiment de Champagne. 1754 besuchte er als Leutnant die École du génie de Mézières und wurde zum Militäringenieur ausgebildet. Von 1757 bis 1762 war er im Siebenjährigen Krieg aktiv. 1759 war er als Ingenieur auf den Feldzügen in Deutschland und blieb in der Garnison von Münster bis zum Rückzug nach der Schlacht bei Minden. Er diente sodann in Übersee, verteidigte 1761 Belle Isle gegen die Engländer unter Commodore Augustus Keppel bis zur Kapitulation am 7. Juni, wurde am 20. Juli zum Capitaine ernannt und erhielt am 1. August 1761 das Ritterkreuz des Ordens des Heiligen Ludwig. 1763 bis 1774 war er auf Haiti (Saint-Domingue) als Befestigungsingenieur tätig. Am 21. September 1774 wurde er zum Lieutenant-colonel befördert.
Zurück in Europa war er 1778 in einem Armeekorps in der Normandie stationiert. Im Januar 1779 wurde er zum Colonel und im April zum Chef de Brigade ernannt, wonach er ein Kommando in Toulon antrat. Bis Juli 1782 war er auf einem Feldzug gegen Genf eingesetzt, übernahm sodann die Direktion einer Brigade der Genietruppe in Montpellier und wechselte 1785 als Chef de Brigade nach Besançon, wo er die Revolution erlebte, sich an der Aufstellung der dortigen Nationalmiliz beteiligte und ein Mandat als membre de la commune und électeur erhielt.

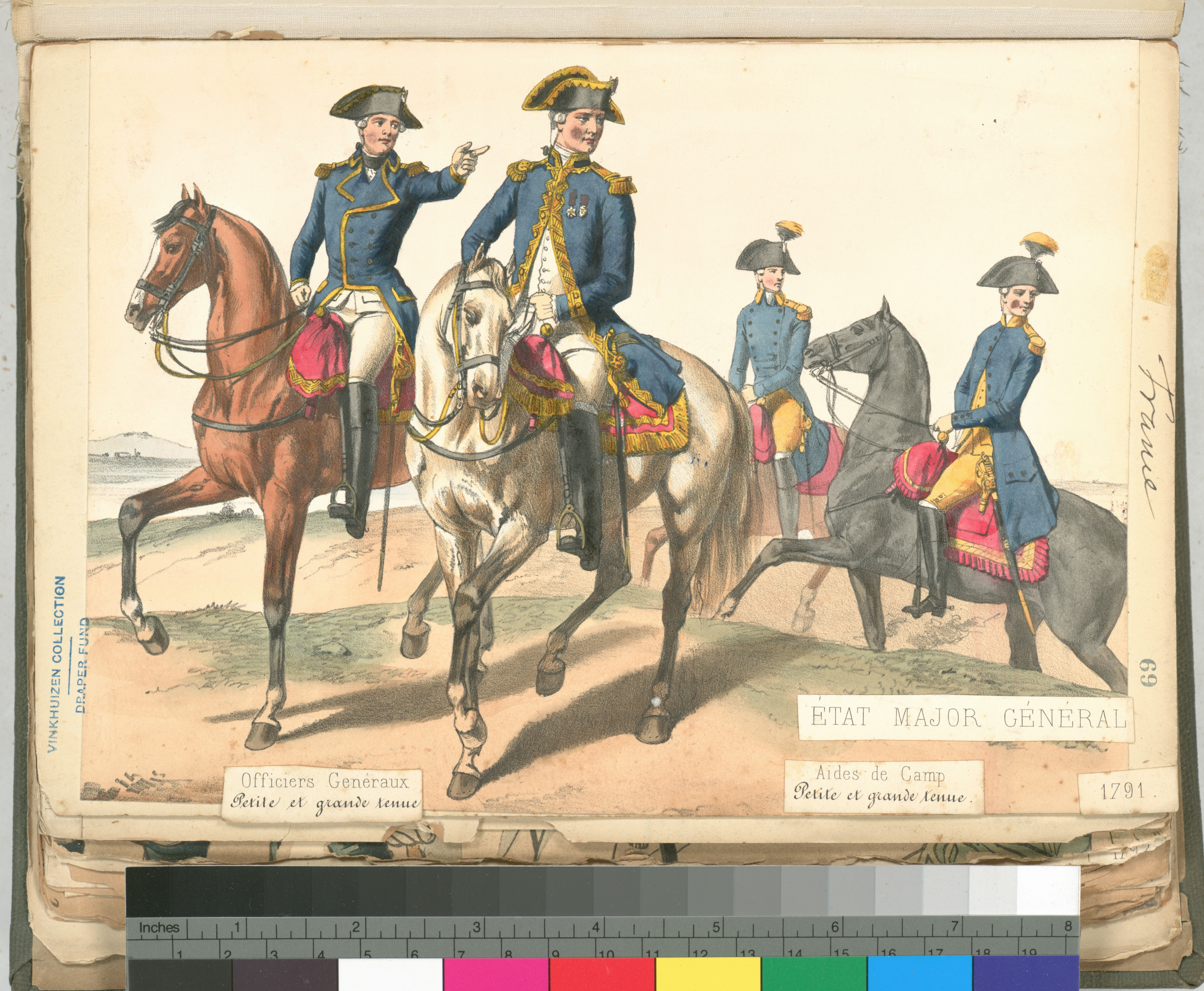
Französischer Generalstab: Offiziere und Aides de camp, 1791–1792

### In der Armee der Revolution
Am 20. September 1790 wurde ihm vom König der Rang eines Brigadegenerals im Ruhestand zuerteilt, jedoch erfolgte seine Reaktivierung im Dezember 1791 bei den Reserven der Nationalgarde, und man übertrug ihm das Kommando über die 2. Division der Armée du Centre bei Givet. Im März 1792 war er mit der Unterdrückung von Unruhen in Charleville betraut, und er erhielt am 1. Juli 1792 den damaligen Genie-Leutnant Anne Pierre Nicolas de Lapisse, der später ebenfalls General der Genietruppe werden sollte, als Aide-de-camp (Adjutant). Bouchet war 1792 Kommandant der Festung Charlemont bei Givet, und Ende August kam es dort durch Einfluss eines Sieur Rohard, eines Gesandten des Generals Dumouriez, zu Desertionen bei den Linientruppen.
Bouchet wurde dennoch am 7. September 1792 zum Divisionsgeneral (Generalleutnant) befördert. Ab Oktober 1792 befehligte er die Genietruppe der Ardennenarmee (Armée des Ardennes). Im Februar 1793 leitete er unter General Veneur die Bombardierung der Stadt bei der Belagerung von Maastricht, und von März bis April 1793 war er mit der Verteidigung von Namur beauftragt.

### Verhaftung und späte Jahre
Im Frühjahr 1793 wurde er vom Dienst suspendiert, weil er verdächtigt wurde, noch Verbindungen zu General Dumouriez zu unterhalten. Er wurde per öffentlichem Dekret, das in Mézières ausgerufen wurde, gesucht, ebendort in Arrest genommen und nach Paris vor das Revolutionstribunal überführt. Jedoch überlebte er die Zeit der Terrorherrschaft durch die Vorfälle des 9. Thermidor. Am 10. Juli 1794 erhielt er die Freiheit und wurde am 21. November 1795, ungefähr zur gesamten Zeit des Direktoriums, zum Mitglied des Befestigungsausschusses in Paris ernannt. 1800 erhielt er die Verabschiedung in den Ruhestand. Er starb als Siebzigjähriger am 4. März 1802 in Paris.
Zum Gedenken trägt die Batterie de la ferme de l'hôpital in Besançon den zusammengesetzten Namen Boulanger de Bouchet.